# 2018 في الأردن
فيما يلي قوائم الأحداث التي وقعت خلال عام 2018 في الأردن.

## سياسة

### تعيين في المنصب
- 4 يونيو – عمر الرزاز رئيس وزراء الأردن.
- 14 يونيو – جمانة غنيمات وزير الدولة لشؤون الإعلام.

### انتهاء فترة المنصب
- 4 يونيو – عمر الرزاز وزير التعليم.
- 4 يونيو – هاني الملقي رئيس وزراء الأردن.

## أحداث
- 25 أوكتوبر : وفاة 21 طفل وإصابة 43 شخص بجروح في حادثة سيول البحر الميت [1]

## رياضة
- 1 يناير – كأس آسيا لكرة القدم للسيدات 2018

### مارس
- 15 مارس – زياد أبو سويلم (مواليد 1957) ممثل أردني راحل.
- 19 مارس – فهد الفانك (مواليد 1934) كاتب صحفي أردني.

### يوليو
- 19 يوليو – سعيد شقم (مواليد 1950) سياسي ورياضي أردني.
- 30 يوليو – محمد الزواهرة (مواليد 1969) ممثل أردني.

### أغسطس
- 10 أغسطس – محمد عواد الزيود (مواليد 1956) سياسي أردني وعضو مجلس شورى جماعة الإخوان المسلمين.
- 23 أغسطس - ياسر المصري ممثل أردني

### نوفمبر
- 1 نوفمبر – ماجد الزواهرة (مواليد 1973) ممثل أردني.

### ديسمبر
- 5 ديسمبر – خليل قنصل (مواليد 1937) كاتب ومؤلف وفلكي أردني كان أحد مؤسسي الاتحاد العربي لعلوم الفضاء والفلك.
- 20 ديسمبر – سليمان المشيني (مواليد 1928) شاعر وأديب أردني.
- 22 ديسمبر – سلطان العدوان (مواليد 1936) رئيس نادي الفيصلي الأردني.